# Matthias Oppermann (Historiker)

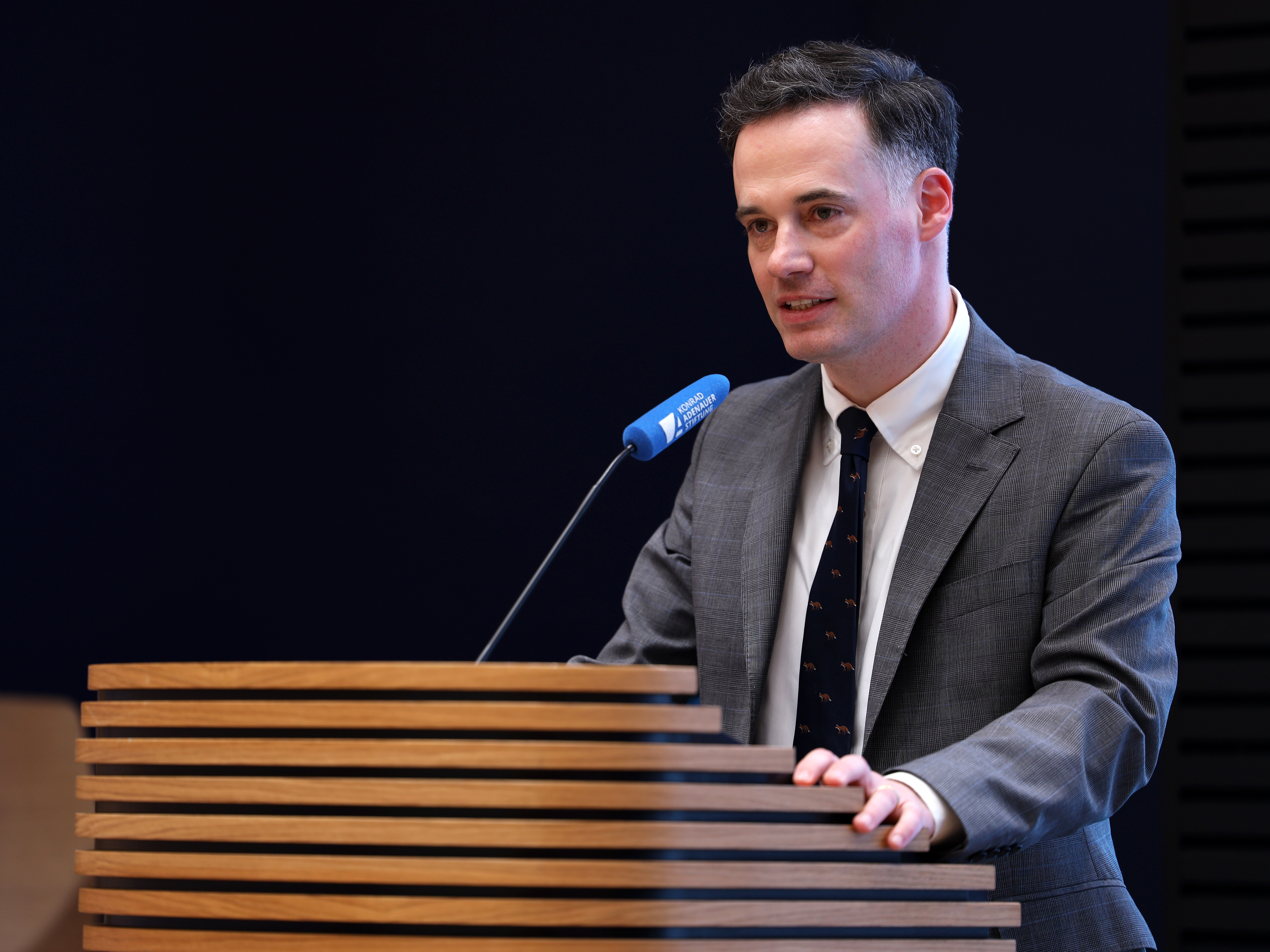
Matthias Oppermann

Matthias Oppermann (* 28. Dezember 1974 in Auetal) ist ein deutscher Historiker. Seit Oktober 2018 leitet er die Abteilung Zeitgeschichte und ist seit Januar 2020 zudem stellvertretender Leiter der Hauptabteilung Wissenschaftliche Dienste/Archiv für Christlich-Demokratische Politik der Konrad-Adenauer-Stiftung in Berlin. 

## Wissenschaftlicher Werdegang und Auszeichnungen
Oppermann studierte von 1996 bis 2001 Geschichte und Französische Philologie an den Universitäten Bonn und Reims. 2006 wurde er in Bonn bei Klaus Hildebrand mit einer Arbeit über den Philosophen Raymond Aron promoviert. Für diese erhielt Oppermann den Prix Raymond Aron der Société des Amis de Raymond Aron sowie den Bruno-Heck-Wissenschaftspreis der Altstipendiaten der Konrad-Adenauer-Stiftung.
Von 2008 bis 2018 war Oppermann als Wissenschaftlicher Mitarbeiter bei Manfred Görtemaker beschäftigt. 2018 habilitierte er sich an der Universität Potsdam mit einer Studie über die „Old Whigs“ Edmund Burkes und den Aufstieg des Liberalkonservatismus in Großbritannien, die mit dem Preis der Wolf-Erich-Kellner-Gedächtnisstiftung ausgezeichnet wurde.
Oppermann erhielt zudem den Preis der Philosophischen Fakultät der Universität Potsdam für hervorragende Lehre 2017/2018.
Oppermann lehrt an der Universität Potsdam und wurde von dieser im Juli 2023 zum außerplanmäßigen Professor ernannt. Er hat unter anderem in der Jüdischen Allgemeinen, der Frankfurter Allgemeinen Zeitung, Law & Liberty und der National Review Online veröffentlicht.

## Schriften (Auswahl)

### Monographien
- Raymond Aron und Deutschland. Die Verteidigung der Freiheit und das Problem des Totalitarismus. Thorbecke, Ostfildern 2008, ISBN 978-3-7995-7294-1 (zugleich Dissertationsschrift, Universität Bonn 2005/2006).
- Liberaler Sozialismus. Ernst Reuters Kampf für die Freiheit. BeBra Wissenschaftsverlag, Berlin 2013, ISBN 978-3-95410-013-2.
- Triumph der Mitte. Die Mäßigung der „Old Whigs“ und der Aufstieg des britischen Liberalkonservatismus, 1750-1850. De Gruyter Oldenbourg, Berlin 2020 ISBN 978-3-11-067637-2 (zugleich Habilitationsschrift, Universität Potsdam 2017/18).
- Edmund Burke. Der Staatsmann als Philosoph. Verlag W. Kohlhammer, Stuttgart 2024, ISBN 978-3-17-041706-9.

### Herausgeberschaften
- Im Kampf gegen die modernen Tyranneien. Ein Raymond-Aron-Brevier. Verlag Neue Zürcher Zeitung, Zürich 2011, ISBN 978-3-03-823714-3.
- Mit Tobias Bevc: Der souveräne Nationalstaat. Das politische Denken Raymond Arons. Steiner, Stuttgart 2012, ISBN 978-3-515-10179-0.
- Mit Michael C. Bienert, Stefan Creuzberger und Kristina Hübener: Die Berliner Republik. Beiträge zur deutschen Zeitgeschichte seit 1990. BeBra Wissenschaftsverlag, Berlin 2013, ISBN 978-3-95410-101-6.
- Mit Michael C. Bienert, Stefan Creuzberger und Kristina Hübener; Manfred Görtemaker (Verfasser): Deutschland und der Westen. Gedanken zum 20. Jahrhundert. BeBra Wissenschaftsverlag, Berlin 2016, ISBN 978-3-95410-078-1.
- Mit Michael C. Bienert und Kathrin Zehender: „Die Freiheit geschieht nicht an uns, sie geschieht durch uns.“ Richard von Weizsäcker und die deutsche Politik. BeBra Wissenschaftsverlag, Berlin 2023, ISBN 978-3-95410-106-1.